# Rouché tétele
Rouché tétele a komplex függvénytan egy tétele. Arról tesz kijelentést, hogy milyen függvényekkel lehet módosítani egy holomorf függvényt ahhoz, hogy a nullhelyek száma ne változzon. A meromorf függvényekre vonatkozó kiterjesztése a nullhelyek és a pólushelyek különbségéről tesz hasonló kijelentést.

## Geometriai megjelenítés

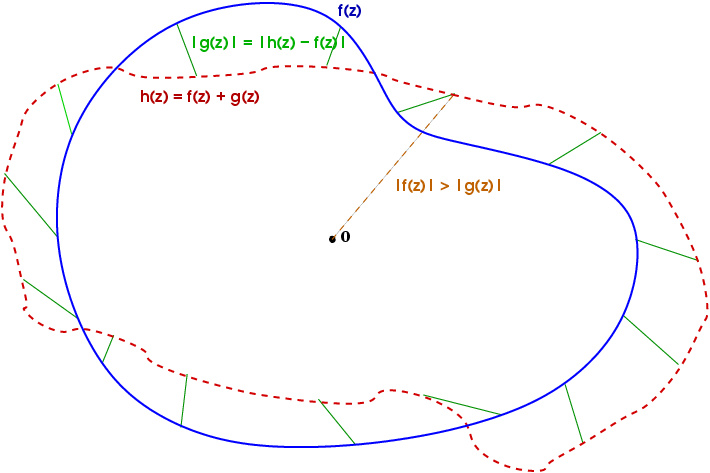
Mivel a görbék közötti távolság kicsi, h(z) pontosan egyszer fordul körbe, ahogy f(z) is

A tételt jobban megmutatja egy informális, geometriai megjelenítés.
Legyen C egyszerű zárt görbe (nem önátmetsző). Legyen h(z) = f(z) + g(z). Ha f és g holomorfak C belsejében, akkor h-nak is holomorfnak kell lennie C belsejében. Ekkor a tétel azt állítja, hogy:
Ha |f(z)| > |h(z) − f(z)|, minden C-beli z-re, akkor f és h zérushelyeinek száma megegyezik C belsejében.
Jegyezzük meg, hogy az |f(z)| > |h(z) − f(z)| feltétel azt jelenti, hogy minden z-re f(z) távolsága a nullától nagyobb, mint h(z) − f(z) hossza, ami azt jelenti, hogy az ábrán a kék görbe minden pontjára az onnan nullához húzott vonal hosszabb, mint a hozzá asszociált zöld szakasz. Informálisan, a kék f(z) görbe közelebb van a piros h(z) görbéhez, mint a nullához.
Az előzőek szerint h(z) pontosan annyiszor kerüli meg az origót, mint f(z). Ezért a görbék nulla körüli indexe ugyanaz, így az argumentumelv alapján f(z) és h(z) nullhelyeinek számának meg kell egyeznie.
Ennek egy népszerű megfogalmazása a kutya meg a fája. A kutya póráza mindig rövidebb, mint a gazda távolsága a fától. Ekkor a kutya ugyanannyiszor kerüli meg a fát, mint a gazdája.

## Állítás holomorf függvényekre
Legyenek az {\displaystyle f,g\in {\mathcal {H}}(G)} függvények holomorfak a {\displaystyle G\subset \mathbb {C} } tartományon. Legyen továbbá {\displaystyle B(z_{0},r)\cup \partial B(z_{0},r)} a határával együtt G része, és a {\displaystyle z\in \partial B(z_{0},r)} peremen teljesüljön, hogy:
{\displaystyle {\big |}g(z){\big |}<{\big |}f(z){\big |}}.
Ekkor {\displaystyle f} és {\displaystyle f+g} nullhelyeinek száma multiplicitással megegyezik a {\displaystyle B(z_{0},r)} körlapon. Ahol {\displaystyle B(z_{0},r)} a {\displaystyle z_{0}} közepű, r sugarú körlap.

### Szimmetrikus változat
Az {\displaystyle f,g\in {\mathcal {H}}(G)} holomorf függvények nullhelyeinek száma megegyezik a folytonos peremű {\displaystyle \partial K}, {\displaystyle K\subset G} korlátos tartományon, ha a peremen teljesül a
{\displaystyle |f(z)+g(z)|<|f(z)|+|g(z)|,\qquad \forall z\in \partial K}
szigorú háromszög-egyenlőtlenség. Theodor Estermann ezt az általánosabb alakot először Complex Numbers and Functions könyvében szerepeltette.

## Polinomok gyökkorlátja
A tétel egyik alkalmazása gyökkorlát meghatározása polinomokra. Legyen {\displaystyle p(x)=a_{n}x^{n}+a_{n-1}x^{n-1}+\dots +a_{1}x+a_{0}} komplex együtthatós polinom. Ez holomorf a teljes {\displaystyle \mathbb {C} }-n, tehát legyen {\displaystyle G=\mathbb {C} }. Legyen {\displaystyle k\in \{0,1,\dots ,n\}} egy index, amire megoldható az
{\displaystyle |a_{k}|r^{k}>\sum _{j\neq k}|a_{j}|r^{j}}
egyenlőtlenség legalább egy {\displaystyle r>0} valós számra. Ekkor az {\displaystyle f(x)=a_{k}x^{k}} és a {\displaystyle g(x)=p(x)-f(x)} függvények teljesítik Rouché tételének feltételeit a B(0,r) körlapra. f különbözik nullától, és pontosan egy k-szoros gyöke van nullában. Következik, hogy a p=f+g polinomnak is multiplicitással számolva k gyöke van a B(0,r) körlapon.

## Meromorf függvényekre
Legyenek az {\displaystyle f,g} függvények meromorfak a {\displaystyle G\subset \mathbb {C} } tartományon, és legyen {\displaystyle B(z_{0},r)\cup \partial B(z_{0},r)\subset G} úgy, hogy {\displaystyle f,g}-nek ne legyen pólusa vagy nullhelye a körlap {\displaystyle \partial B(z_{0},r)} határán; továbbá minden {\displaystyle z\in \partial B(z_{0},r)} komplex számra teljesüljön, hogy:
{\displaystyle {\big |}g(z){\big |}<{\big |}f(z){\big |}}.
Ekkor {\displaystyle f} és {\displaystyle f+g} esetén megegyezik a nullhelyek száma - pólushelyek száma különbség.

## Bizonyítás meromorf függvényekre
Legyen {\displaystyle h(z)=f(z)+g(z)}. A feltételek szerint:
{\displaystyle \left|{\frac {g(z)}{f(z)}}\right|<1,\quad \forall z\in \partial B(z_{0},r)}.
Mivel a körvonal kompakt, van neki egy {\displaystyle U=\partial B(z_{0},r)+B(0,\epsilon )} környezete, amiben az egyenlőtlenség teljesül. Az f/g függvény értékeit B(0,1)-ből veszi fel, ezért:
{\displaystyle {\frac {h(z)}{f(z)}}={\frac {f(z)+g(z)}{f(z)}}=1+{\frac {g(z)}{f(z)}}\in B(1,1),\quad \forall z\in U}.
A nyílt {\displaystyle B(1,1)} körlapon értelmezve van a logaritmus holomorf főága, és:
{\displaystyle \log \left({\frac {h}{f}}\right)'={\frac {h'}{h}}-{\frac {f'}{f}}}.
Tekintsük most a következő intervallumot:
{\displaystyle {\frac {1}{2\pi i}}\oint _{\partial B(z_{0},r)}\left({\frac {h'}{h}}-{\frac {f'}{f}}\right)dz}.
Az integrandusnak van primitív függvénye, tehát:
{\displaystyle {\frac {1}{2\pi i}}\oint _{\partial B(z_{0},r)}\left({\frac {h'}{h}}-{\frac {f'}{f}}\right)dz=0}.
Az argumentumelv szerint a reziduumtétel kiterjesztése is teljesül:
{\displaystyle {\frac {1}{2\pi i}}\oint _{\partial B(z_{0},r)}\left({\frac {h'}{h}}-{\frac {f'}{f}}\right)dz=(z_{h}-p_{h})-(z_{f}-p_{f})}
ahol {\displaystyle z_{f}} az {\displaystyle f} függvény nullhelyeinek számát jelenti {\displaystyle B(z_{0},r)}-ben, és {\displaystyle p_{f}} {\displaystyle f} pólushelyeinek számát {\displaystyle B(z_{0},r)}-ben. Tehát:
{\displaystyle \,(z_{h}-p_{h})-(z_{f}-p_{f})=0} bzw. {\displaystyle \,(z_{h}-p_{h})=(z_{f}-p_{f})}

## Fordítás
Ez a szócikk részben vagy egészben  a   Satz von Rouché című német Wikipédia-szócikk fordításán alapul.  Az eredeti cikk szerkesztőit annak laptörténete sorolja fel. Ez a jelzés csupán a megfogalmazás eredetét és a szerzői jogokat jelzi, nem szolgál a cikkben szereplő információk forrásmegjelöléseként.
Ez a szócikk részben vagy egészben  a   Rouché's theorem című angol Wikipédia-szócikk fordításán alapul.  Az eredeti cikk szerkesztőit annak laptörténete sorolja fel. Ez a jelzés csupán a megfogalmazás eredetét és a szerzői jogokat jelzi, nem szolgál a cikkben szereplő információk forrásmegjelöléseként.